# Huszár Lajos (zeneszerző)
Huszár Lajos (Szeged, 1948. szeptember 26. –) magyar zeneszerző.

## Életpályája
Zenei tanulmányait a hódmezővásárhelyi zeneiskolában kezdte meg. Kezdetben zongorázott, de már korán érdeklődni kezdett a zeneszerzés iránt. A szakma alapjairól az első fontos információkat számára Steiner Béla, a zeneiskola akkori igazgatója adta, aki maga is komponált. 1963-ban került a szegedi Zeneművészeti Szakiskolába, ahol Vántus István tanította zeneszerzésre, majd tanulmányait 1967-től a budapesti Zeneakadémián folytatta Szervánszky Endre és Durkó Zsolt növendékeként, majd. 1973-ban zeneszerző-diplomát szerzett, és visszatért Szegedre, ahol Zeneművészeti Szakközépiskola tanára lett. 1975-ben fél évet töltött Rómában, ahol Goffredo Petrassi növendéke volt a Santa Cecilia Akadémián.
Zeneszerzői pályája első évtizedében az akkori magyar és lengyel avantgárd és a római tanulmányút tapasztalatai alakították stílusát. E korszak sikerültebb művei közé tartozik a két nagyobb kamaraegyüttesre készült darab, a Musica per dieci és a Musica concertante, valamint a 69. zsoltár énekre és zongorára és a Rézfúvós kvintett.
Az 1980-as évek elején fokozatosan a zenei hagyományok, illetve a hagyomány és a modernizmus összeegyeztetése felé fordult. Ezekben az években ismerkedett meg Góreczki, Arvo Pärt és G. Kancseli műveivel. Ekkor komponálta A magány dalai-t, a Concerto rustico-t és a Kamarakoncertet.  Az első szegedi korszaka 1984-ig tartott. Ezután öt „vándorév” következett, amikor a Színművészeti Főiskolán volt korrepetitor, tanított a békéscsabai Zeneművészeti Szakközépiskolában, és a budapesti Zeneakadémián, mint óraadó, végül 1989-ben visszatért Szegedre, ahol a Zeneművészeti Főiskola tanszékvezetője is volt, majd 2008-ban ment nyugdíjba.
1994 és 1998 között A csend címmel operát írt. A szövegét Balázs Béla meséje nyomán Darvasi László írta. A művel részt vett a Magyar Állami Operaház millenniumi pályázatán, ahol harmadik díjat nyert. Az utóbbi évtizedben vonzzák a keresztény témák, ennek köszönhető a Libera me című orgonamű, az Ikonok Pilinszky János emlékére és a latin nyelvű Passió.

## Díjai
- Erkel-díj (1994),
- Bartók–Pásztory-díj (2003),
- Artisjus-díj (2007) Passió című művéért
- Artisjus-díj Az év komolyzenei műve (2014)[1] Álom-monológok című művéért

## Külső hivatkozások
- Beszélgetés Huszár Lajos zeneszerzővel
- Önéletrajz
- Huszár Lajos a PORT.hu-n (magyarul)
- Sziklavári Károly: Huszár Lajos; BMC, Budapest, 2015 (Magyar zeneszerzők)